# Бйоркезунд
Бйоркезунд (рос. Бьёркезунд, швед. Björkösund, фін. Koivistonsalmi — «березова протока») — протока у Балтійському морі, а саме у Фінській затоці. Вона знаходиться в межах морських кордонів Росії та відділяє Березові острови від Карельського перешийка на материку. Ширина протоки залежно від місця становить від 1,5 до 5 кілометрів.
Захищена від погоди відкритого моря, протока Бйоркезунд протягом довгої історії була зручним місцем для порту, і сьогодні в ній розташований Приморський порт, один із головних портів Росії для транспортування нафти.

## Гідрологічний стан
Температура поверхні води в Бйоркезунді влітку становить 11–20 °C у червні та 18–20 °C у серпні (хоча дослідження як 2018, так і 2022 року виявили й поодинокі холодніші місця). Солоніша вода в протоці іноді рухається проти основної течії, через що тепліша й солоніша вода іноді опиняється на дні протоки.
Згідно з дослідженням 2018 року, солоність води в протоці Бйоркезунд становила 1–4‰ у поверхневому шарі та 3–5‰ на глибині 10 метрів. Солоніша вода надходить до протоки переважно вздовж материкового узбережжя, найбільш солоними є західна та південно-східна частини протоки. Також дно протоки є солонішим за середнє значення. Прісніша вода знаходиться в центрі протоки та біля Великого Березового острова, звідки вона рухається далі у Фінську затоку.
Вміст кисню в протоці Бйоркезунд (станом на 2022 рік) становив у середньому 9,1 мл/л на поверхні води (значення коливалися від 7,7 до 10,6 мл/л) і 8,4 мл/л у глибоких шарах (від 7,3 до 9,6 мл/л). Густина води в протоці в середньому становила 0,5 кг/м³ на поверхні та 1,5 кг/м³ на глибині 10 метрів. Найбільша виміряна густина на поверхні становила 1,8 кг/м³, на глибині 10 метрів — 3 кг/м³; найменша густина на поверхні — 0 кг/м³, на глибині 10 метрів — 1 кг/м³.
Середня концентрація фосфору в протоці становила 10 мікрограмів на літр. Вищою вона є в південно-східній частині Бйоркезунда (21 мкг/л), що, ймовірно, пов'язано зі стічними водами з Приморська. У 2017 році чисельність фітопланктону в протоці становила 1122 – 27 875, а біомаса — від 132 до 2598 г/м³. Незважаючи на активний нафтовий транспорт у протоці, держава досі не виявила значного забруднення.

## Історія

Шведські та російські кораблі під час битви у протоці Бйоркезунд у 1790 році

Бйоркезунд став важливим морським шляхом ще за часів епохи вікінгів, коли на острові Койвісаарі (сучасний Великий Березовий острів, також відомий як Бйорке), що лежав на шляху зі варягів у греки, була заснована факторія. До XIII століття тодішнє багатонаціональне поселення Койвісто (шведською історично Бйорке, сучасний Приморськ) було перенесено на материк.
З XIII століття протока належала Швеції, а з початку XVIII століття — Російській імперії. Після заснування Санкт-Петербурга протока опинилася в центрі військових дій. Під час російсько-шведської війни 1788–1790 років у 1790 році в протоці відбулася Битва при Бйоркезунді. Під час Кримської війни західні союзники планували використовувати протоку для блокади Кронштадта. Під час громадянської війни в Росії у 1919 році протоку тимчасово використовувала Велика Британія як базу для атаки на Кронштадт.
На початку XX століття протока мала інтенсивний морський рух, а після здобуття Фінляндією незалежності протока, що тоді називалася Koivistonsalmi, стала важливим портом у східній Фінляндії. Після Зимової війни з 1940 року протока увійшла до морських кордонів Радянського Союзу і утворювала кордон між Карело-Фінською РСР та РРФСР. Назву Бйоркезунд було прийнято в російській мові замість Koivistonsalmi (Койвистонсалми) у 1950 році; у період, коли відбувалося систематичне перейменування територій, відібраних у Фінляндії під час Зимової війни. Замість фінської назви було прийнято русифіковану версію шведської назви.
Після розпаду Радянського Союзу у протоці продовжується інтенсивний вантажний та морський рух. Цю тенденцію посилило відкриття у 2001 році Приморського порту, який Росія створила для експорту нафти та як противагу портам Балтійських країн. Порт швидко розвивався і у 2004 році обігнав Талліннський. З 2016 року Росія здійснює транспортування нафтопродуктів на захід переважно через Приморський порт через протоку Бйоркезунд.